# Die Glocke

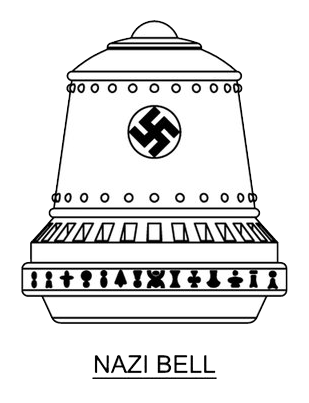
Die Glocke

Die Glocke (lett. "la campana") è il nome dato a una serie di presunti esperimenti scientifici segreti portati avanti dalle autorità della Germania nazista durante la seconda guerra mondiale per lo sviluppo di un'arma a tecnologia avanzata per l'epoca legata all'antigravità o all'energia nucleare. 

## Le fonti
L'unica fonte su questa arma è costituita da un libro pubblicato dal giornalista e storico militare polacco Igor Witkowski. La storia del Glocke si andrebbe a collocare, in caso di esistenza appurata, nel catalogo d'armamenti avanzati di tutte quelle armi avanzate note come Wunderwaffen e passate alla cronaca come "armi segrete".
Il caso è stato reso celebre da Nick Cook e Joseph P. Farrell, presto seguiti da siti su teorie del complotto e occultismo nazista.

## Teorie ed ipotesi
Stando a quanto suggerito da Witkowski e successivi autori, alcuni scienziati del Terzo Reich avrebbero lavorato per conto delle SS nei laboratori del complesso Riese, nelle miniere Wenceslaus.
Dopo che agli esperimenti di prova dell'arma uccisero diversi lavoratori e animali presenti al sito d'attivazione dell'arma, si è ipotizzato che tra il materiale utilizzato potesse esserci del mercurio rosso. Secondo l'autore americano Joseph P. Farrell, morirono 60 lavoratori alla costruzione dell'arma, e il processo contro Jakob Sporrenberg, accusato dell'uccisione di suoi stessi connazionali in terra polacca, sarebbe da ricollegarsi ai fatti dell'arma.
Witkowski ha ipotizzato che al termine della seconda guerra mondiale, quando molti reduci nazionalsocialisti fuggirono per i paesi sudamericani sotto copertura, l'arma possa essere finita nelle mani di qualche governo latinoamericano filonazista dell'epoca.

## Opere dedicate
Nel 2000 venne pubblicato dal giornalista polacco Igor Witkowski il libro Prawda O Wunderwaffe, ristampato per la versione tedesca come Die Wahrheit über die Wunderwaffe, nel quale l'autore parlava di un'ipotetica arma segreta e di natura sconosciuta sviluppata dai nazisti.
Il titolo non ebbe molto risalto nel mondo occidentale, fino a quando il giornalista Nick Cook non tornò sull'argomento proposto da Witkowski nel proprio libro The Hunt for Zero Point. L'opera di Cook creò l'atmosfera desiderata, e nel 2003 il libro di Witkowski venne pubblicato anche in lingua inglese come The Truth about the Wunderwaffe e la discussione iniziò ad accendersi negli ambienti interessati.
Viene citato nella serie Assassin's Creed, nel comics "Assassin's Creed: Conspiracy" del 2016. 

## Filmografia
- An Alien History of Planet Earth (History Channel, 2006)